# Frederick Fyvie Bruce
Frederick Fyvie Bruce, bättre känd som F. F. Bruce, född den 12 oktober 1910 i Elgin i Skottland, död den 11 september 1990 i Buxton, Derbyshire, England, var en av 1900-talets mest inflytelserika bibelforskare och en av grundarna av den moderna evangelikala bibelsynen. Hans bok New Testament Documents: Are They Reliable? anses vara en klassiker inom den kristna apologetiken och har utsetts till en av de femtio mest inflytelserika böckerna för den kristna evangelikala rörelsen.

## Levnadsteckning
Bruce studerade vid University of Aberdeen, University of Cambridge och Universität Wien. Efter att i ett antal år ha undervisat i grekiska, först vid University of Edinburgh och sedan vid University of Leeds, utnämndes Bruce år 1947 till professor i biblisk historia och litteratur vid University of Sheffield. År 1959 flyttade han till University of Manchester där han utnämndes till professor i bibelkritik och exegetik.  Under sin livstid skrev han 33 böcker och tjänstgjorde som ansvarig utgivare för tidskrifterna Evangelical Quarterly och Palestine Exploration Quarterly. Många av hans doktorander blev i sin tur ledande forskare, exempelvis professor Donald Hagner vid Fuller Seminary. Bruce gick i pension år 1978.

## Vetenskaplig gärning
F. F. Bruce var en internationellt respekterad expert vad gäller aposteln Paulus och publicerade flera Paulusstudier. Mest känd är Paul: Apostle of the Heart Set Free. Dessutom skrev han ett antal bibelkommentarer, bland annat till Apostlagärningarna, 1 och 2 Korinthierbreven och Hebreerbrevet.
Förutom sina vetenskapliga publikationer har Bruce författat flera mer populärvetenskapliga verk. Han ansåg att Nya testamentet är historiskt trovärdigt och att kristendomens sanningsanspråk hänger på denna trovärdighet. Det innebar enligt Bruce inte att Bibeln alltid preciserade detaljerna, och denna brist på precision kunde ibland leda till förvirring. Å andra sidan, menade han, att bristerna i Nya testamentets uppgifter inte hade att göra med väsentliga punkter i kristen teologi och tro.
Bruce uppmärksammades med två festskrifter och valdes till medlem i British Academy. Han var ordförande för både Society for Old Testament Study och Studiorum Novi Testamenti Societas. Han är därmed en av få forskare som har blivit hedrad av kolleger i både Gamla testamentet och Nya testamentet med ordförandeuppdraget.

## Publikationer i urval

### Böcker
- New Testament Documents: Are They Reliable? (Downers Grove, IL: InterVarsity Press, 1981). (Först utgiven 1943 som Are the New Testament Documents Reliable?)  ISBN 0-8028-2219-3
- The Hittites and the Old Testament; The Tyndale Old Testament Lecture (London: Tyndale Press, 1947) (Tillgänglig online)
- The Books and the Parchments. (London: Pickering & Inglis, 1950); 2nd edn 1953; 3rd & revised edn 1963; paperback revised edition 1971 ISBN 0-7208-0216-4)
- The Acts of the Apostles: The Greek Text With Introduction and Commentary. (Grand Rapids, MI: William B. Eerdmans, 1951)
- The Book of the Acts; New International Commentary on the New Testament. (Grand Rapids, MI: William B. Eerdmans, 1954). ISBN 0-8028-2182-0
- The Epistles to the Colossians and the Ephesians; New International Commentary on the New Testament (Grand Rapids, MI: William B. Eerdmans, 1957)
- The Teacher of Righteousness in the Qumran Texts (London: Tyndale Press, 1957). Tillgänglig online
- The Apostolic Defence of the Gospel (London: Inter-Varsity Press, 1959). ISBN 0-85110-306-5
- Biblical Exegesis in the Qumran Texts (London: Tyndale Press, 1960). Tillgänglig online
- Paul and his Converts (Cambridge: Lutterworth Press, 1962). ISBN 0-7188-0072-9
- Romans; Tyndale New Testament Commentaries (Grand Rapids, MI: William B. Eerdmans, 1963). ISBN 0-8028-1405-0
- Israel and the Nations (Exeter: Paternoster Press, 1963). ISBN 0-85364-150-1
- Epistle to the Hebrews; New International Commentary on the New Testament (Grand Rapids, MI: William B. Eerdmans, 1964)
- This is That (Exeter: Paternoster Press, 1968). ISBN 0-85364-168-4 (Utgiven i USA som New Testament Development of Old Testament Themes (Grand Rapids, MI: William B. Eerdmans, 1968). ISBN 0-8028-1729-7
- New Testament History (London: Oliphants, 1969). ISBN 0-551-00799-0
- The Acts of the Apostles: The Greek Text With Introduction and Commentary, 2nd ed. (Grand Rapids, MI: William B. Eerdmans, 1970)
- An Expanded Paraphrase of the Epistles Of Paul (Exeter: Paternoster, 1965). I USA (CA: R.N. Haynes, 1981). ISBN 0-88021-016-8 ISBN 978-0-88021-016-4
- Galatian Problems (Bulletin of the John Rylands Library, 1971)
- Answers to Questions (Exeter: Paternoster Press, 1972). ISBN 0-85364-101-3
- The 'Secret' Gospel of Mark. The Ethel M. Wood lecture delivered before the University of London on 11 February 1974 (London: The Athlone Press, 1974). ISBN 0-485-14318-6. Tillgänglig online
- Jesus and Christian Origins Outside the New Testament (Grand Rapids, MI: William B. Eerdmans, 1974). ISBN 0-8028-1575-8
- Paul: Apostle of The Free Spirit (Exeter UK: Paternoster, 1977). ISBN 1-84227-027-3. Utgiven i USA som Paul: Apostle of the Heart Set Free (Grand Rapids, MI: Eerdmans, 1977). ISBN 0-8028-4778-1
- History of the Bible in English (Oxford, UK: Oxford University Press, 1978). ISBN 0-19-520088-8
- The Epistles of John (Grand Rapids, MI: William B. Eerdmans, 1979). ISBN 0-8028-1783-1
- Men and Movements in the Primitive Church (Exeter: Paternoster, 1979).  ISBN 0-85364-705-4
- I & II Corinthians (New Century Bible Commentary) (Grand Rapids, MI: Eerdmans, 1980). ISBN 0-8028-1839-0
- The Spreading Flame (Grand Rapids, MI: Eerdmans, 1980). ISBN 0-8028-1805-6
- Bible History Atlas (N.Y.: Crossroad, 1982). ISBN 0-8245-0418-6
- Epistle to the Galatians; New International Greek Testament Commentary (Grand Rapids, MI: Eerdmans, 1982). ISBN 0-8028-2387-4
- 1 & 2 Thessalonians; Word Biblical Commentary (Thomas Nelson, 1982). ISBN 0-8499-0244-4
- Hard Sayings of Jesus (Inter-Varsity, 1983). ISBN 0-87784-927-7
- Jesus and Paul: Places They Knew (Thomas Nelson, 1983). ISBN 0-8407-5281-4
- Abraham and David: Places They Knew (Thomas Nelson, 1984). ISBN 0-8407-5402-7
- The Epistles to the Colossians, to Philemon, and to the Ephesians; New International Commentary on the New Testament (Grand Rapids, MI: William B. Eerdmans, 1984). ISBN 0-8028-2510-9
- The Gospel of John (Grand Rapids, MI: William B. Eerdmans, 1984). ISBN 0-8028-0883-2
- Jesus: Lord & Savior (Inter-Varsity, 1986).
- The Message of the New Testament (Grand Rapids, MI: William B. Eerdmans, 1986). ISBN 0-8028-1525-1
- Romans; Tyndale New Testament Commentary, revised (Grand Rapids, MI: William B. Eerdmans, 1986). ISBN 0-8028-0062-9
- Second Thoughts on the Dead Sea Scrolls (Attic Press, 1986). ISBN 0-85364-017-3
- The Canon of Scripture (Downers Grove, IL: InterVarsity Press, 1988). ISBN 0-8308-1258-X
- The Book of the Acts, revised; New International Commentary on the New Testament (Grand Rapids, MI: William B. Eerdmans, 1988). ISBN 0-8028-2505-2
- Philippians; New International Biblical Commentary (Peabody, Mass.: Hendrickson, 1989). ISBN 0-943575-15-X
- Epistle to the Hebrews, revised; New International Commentary on the New Testament (Grand Rapids, MI: William B. Eerdmans, 1990). ISBN 0-8028-2514-1
- The Acts of the Apostles: The Greek Text With Introduction and Commentary, 3rd ed. (Grand Rapids, MI: William B. Eerdmans, 1990). ISBN 0-8028-0966-9
- A Mind For What Matters: Collected Essays (Grand Rapids, MI: William B. Eerdmans, 1990). ISBN 0-8028-0446-2
- Kaiser, Walter C., Peter H. Davids, F. F. Bruce, Manfred Brauch. Hard Sayings of the Bible  (Downers Grove, IL: InterVarsity Press, 1996). ISBN 0-87784-927-7

### Artiklar
- “The Chester Beatty Papyri”, The Harvester 11 (1934): 163, 164. Tillgänglig online
- “What Do We Mean By Biblical Inspiration?”, Journal of the Transactions of the Victoria Institute 78 (1946): 121–139. Tillgänglig online
- “The Speeches In Acts: Thirty Years After,” Robert Banks, ed., Reconciliation and Hope. New Testament Essays on Atonement and Eschatology Presented to L. L. Morris on his 60th Birthday. Carlisle: The Paternoster Press, (1974): 53–68. Tillgänglig online
- “The Background to the Son of Man Sayings,” I H. H. Rowson (ed.) Christ The Lord. Studies in Christology presented to Donald Guthrie (Leicester: Inter-Varsity Press, 1982): 50–70. ISBN 0-85111-744-9. Tillgänglig online
- “The Curse of the Law”, i M. D. Hooker & S. G. Wilson, eds., Paul and Paulinism. Essays in Honour of C. K. Barrett (London: SPCK, 1982): 27–36. ISBN 0-281-03835-X. Tillgänglig online
- “Colossian Problems: Part 1: Jews and Christians in the Lycus Valley” Bibliotheca Sacra 141: 561 (1984): 3–13. Tillgänglig online
- “Colossian Problems: Part 2: The 'Christ Hymn' of Colossians 1:15–20”, Bibliotheca Sacra 141: 562 (1984): 99–112. Tillgänglig online
- “Colossian Problems: Part 3: The Colossian Heresy”, Bibliotheca Sacra 141: 563 (1984): 195–206. Tillgänglig online
- “Colossian Problems: Part 4: Christ as Conqueror and Reconciler”, Bibliotheca Sacra 141: 564 (1984): 291–301. Tillgänglig online
- “Luke's Presentation of the Spirit in Acts”, Criswell Theological Review 5.1 (1990): 15–29. Tillgänglig online
- Annual Rylands lectures at the John Rylands Library, Manchester (publicerade i Bulletin of the John Rylands Library, volymerna 43–60; innehållande 5 artiklar om "Galatian problems", och 5 om "St Paul in Rome")